# 橋幸夫・民謡をうたう
『橋幸夫・民謡をうたう』は、1964年12月にビクターレコードより発売された、橋幸夫のLP盤でのオリジナルアルバム（SJV-80）である。

## 概要
- 1960年7月5日、『潮来笠』（作詞：佐伯孝夫、作曲：吉田正）でデビューした橋は、その年の年末、初のベストアルバムとなる『橋幸夫傑作集』（第1集）をリリースし[2]、その後、『橋幸夫オールヒットメロディー』集、『橋幸夫スレテオハイライト』集など40数枚のベスト盤をリリースした。
- その橋がデビュー5年目にして、初めてリリースしたオリジナルアルバムが本アルバムとなる。ただし、オリジナル曲ではなく、民謡11曲を唄ったものである[3]。
- 本アルバムは、翌65年4月、ビクターミュージックブック『橋幸夫・黒田節』（SB-3024）として、8曲（「黒田節」「五ツ木の子守唄」「伊那節」「おてもやん」「佐渡おけさ」「大漁唄い込み」「会津磐梯山」「常磐炭坑節」）が振付つきで収録、出版されている。
- 橋のオリジナルアルバム『大東京音頭』にも、本アルバムから4曲（「五ツ木の子守唄」「真室川音頭」「草津節」「黒田節」）が再録されている[3]。

## 収録曲
A面
1. 会津磐梯山
2. 五ツ木の子守唄
小沢直与志採謡・編曲
3. 真室川音頭
大村能章採謡・編曲
4. 草津節
5. 伊那節
6. 常磐炭坑節
小沢直与志編曲

B面　
1. おてもやん
小沢直与志編曲
2. 佐渡おけさ
石平三郎採謡・編曲
3. 大漁唄い込み
小沢直与志編曲
4. 黒田節
小沢直与志編曲
5. 串本節
小沢直与志編曲